# بنو عباد
بنو عبَّاد هم أسرة عربيَّة من قبيلة لخم، اشتهرت بتأسيسها مملكة في إشبيلية جنوب الأندلس خلال القرن الخامس الهجري (الحادي عشر الميلادي). وفدت الأسرة إلى الأندلس في نهاية عصر الدولة الأموية، وكان أول من برز منها القاضي أبو الوليد إسماعيل في نهاية القرن الرابع الهجري، وبعد ثورة في إشبيلية طُرِدَ على إثرها بنو حمود من الحكم، عيَّن أهالي المدينة ابنه أبا القاسم محمد حاكماً للمدينة، وهو يعد المؤسس الفعلي لسلالة بني عباد. توسَّعت المملكة بسرعةٍ كبيرةٍ في عهد عبَّاد المعتضد لتمتدَّ إلى جنوب وغرب الأندلس، وضمَّت مدناً عدة مثل قرمونة وولبة ولبلة وشلطيش والجزيرة الخضراء وقرطبة. عاشت المملكة أوج ازدهارها في عهد المعتمد بن عباد، الذي وسَّعها أكثر فضمَّ مرسية وبلنسية ومدناً أخرى، وازدهر الشعر والأدب والعمران في إشبيلية ازدهاراً كبيراً، وقويت دولة بني عبَّاد حتى باتت أقوى دول ملوك الطوائف بالأندلس. انتهت دولة بني عبَّاد على أيدي المرابطين عام 484 هـ (1091م)، عندما دخلوا عاصمة بني عبَّاد إشبيلية وأسروا المعتمد، ونفي إثر ذلك إلى مدينة أغمات في المغرب، حيث توفي بعد أربع سنوات، لتنتهي بوفاته السلالة.

## أصلهم وتوليهم الحكم
يَعود أصل بني عبَّاد لمدينة العريش الواقعة في شمال شبه جزيرة سيناء بإقليم الشام، ويُقَال أنهم من أبناء النعمان بن المنذر أحد أشهر ملوك المناذرة على الحيرة. يعود نسب بني عبَّاد إلى عطاف بن نعيم اللخمي، وهو أول من دخل منهم بلاد الأندلس، إذ جاء على رأس كتيبة من جنود بلج بن بشر القشيري من العريش، فنزل بقرية يومين بإقليم طشانة في إشبيلية. وقبل أن يصل بنو عبَّاد إلى الأندلس، لم يكونوا معروفين أو مشهورين بنسبهم، رغم أن الشعراء والأدباء أصبحوا يستغلُّونه لمديحهم بعد اشتهارهم وعلو شأنهم. كان أول من برز من بني عبَّاد في المجتمع الأندلسي القاضي أبو الوليد إسماعيل بن قريش بن عبَّاد بن عمر بن أسلم بن عمرو بن عطاف في دولة الخلافة الأموية بالأندلس، فتولَّى مناصب هامة للخليفة الحكم المستنصر بالله، وتولَّى رئاسة الشرطة وخطة الإمامة والخطبة بجامع قرطبة الكبير في عهد هشام المؤيد بالله، وتولَّى كذلك بعض المناصب الهامة للمنصور بن أبي عامر. انتقل أبو الوليد فيما بعد من مدينة قرطبة إلى إشبيلية، فتولَّى القضاء بها حتى وفاة المنصور ونهاية الدولة الأموية. عُرِفَ أبو الوليد إسماعيل بحسن سيرته، وقد مدحه المؤرخ ابن حيان القرطبي، ووصفه بالدهاء وكثرة العلم ووفرة العقل، إلا أنَّه توفي عام 414 هـ، بالتزامن مع انهيار حكم بني حمود في إشبيلية، وقد ولَّى قبل وفاته - في أيامه الأخيرة - ابنه محمداً أبا القاسم مكانه على القضاء.

## محمد أبو القاسم
كان بنو حمود العلويون يحكمون إشبيلية في مطلع القرن الخامس الهجري، عقب انهيار وتفكك الخلافة الأموية في الأندلس. إلا أنَّ أميرهم القاسم بن حمود طُرِدَ من المدينة إثر ثورةٍ في شهر شعبان عام 414 هـ (1023م)، وكان جد بني عبَّاد أبو الوليد قد توفي قبل ذلك بفترةٍ قصيرة، فولَّى أهل المدينة على أنفسهم ثلاثةً من كبار قضاة إشبيلية، كان أحدهم أبا القاسم بن إسماعيل، والآخران هما محمد بن يريم الألهاني ومحمد بن الحسن الزبيدي. إلا أنَّ أبا القاسم استبدَّ مع الوقت بالحكم، فأزاح زميليه وأصبح الحاكم الوحيد لإشبيلية. وعمل عقب ذلك على توسيع مملكته، فتحالف مع محمد بن عبد الله البرزالي حاكم قرمونة للاستيلاء على مدينة باجة التي كانت تحت حكم عبد الله بن الأفطس حاكم بطليوس الذي سارع بإرسال ابنه محمد إلى باجة للدفاع عنها قبل وصول أبي القاسم، وعندما جاء أبو القاسم ووجد أن بني الأفطس سبقوه ضرب الحصار على باجة، ونجح بعد معركةٍ شديدة بالاستيلاء عليها. عادى بني الأفطس أبا القاسم عداءً شديداً منذ هذه الحادثة، وانتقموا منه بمهاجمة جيشه أثناء توجُّهه مرة للإغارة على مملكة ليون. حاول أبو القاسم كذلك أن يستولي على قرمونة من صاحبها محمد بن عبد الله البرزالي، ومرة أخرى شنَّ الحرب على ألمرية ليأخذها من زهير الصقلبي، إلا أنَّ كلا المحاولتين فشلتا. وقد خسر أبو القاسم ابنه إسماعيل عام 431 هـ في المعركة التي قاد إسماعيل فيها جيشاً لغرض الاستيلاء على قرمونة من حاكم غرناطة باديس بن حبوس. يعتبر أبو القاسم مؤسس سلالة بني عبَّاد الفعلي، وقد عُرِفَ بالحزم والشدة، وكانت إشبيلية قويَّة في عهده، ثم توفي في عام 433 هـ (1042م)، فورث ابنه المعتضد الحكم عنه.

## عبَّاد المعتضد
وُلِدَ عباد المعتضد في عام 407 هـ (1016م)، ولم يكن من المنتظر أن يَخلُف أباه بالحكم، إنَّما كان المرشح الأرجح هو أخوه إسماعيل، إلا أنَّ إسماعيل قتل أثناء إحدى المعارك، فقرَّر أبو القاسم أن يولي ابنه عبَّاد من بعده، والذي لُقِّب لاحقاً بلقب المعتضد بالله. كان المعتضد قاسياً شديداً، فبدأ حكمه بتصفية وزراء والده والتخلص منهم، ثم بدأ بخوض سلسلةٍ طويلة من الحروب مع ملوك الطوائف الآخرين لتوسيع مملكته. شنَّ المعتضد حرباً على كافة إمارات البربر في جنوب وغرب الأندلس، وقد يكون ذلك بسبب نبوءةٍ أخبره بها أحد منجّميه تفيد بأن ملك سلالته سيزول على أيدي رجالٍ من خارج الأندلس. بدأ بالهجوم على مدينة قرمونة عام 434 هـ، فتمكَّن من القضاء على ملكها محمد بن عبد الله البرزالي، ثم تحول اتجاه لبلة فاضطرَّ لخوض صراعٍ كبير مع حليفها المظفر بن الأفطس أمير بطليوس، وأدى الصراع إلى دمار وخراب ضواحي عاصمته إشبيلية، قبل أن ينتهي عام 443 هـ على إثر صلحٍ عقد بوساطةٍ من أبي الوليد بن جهور حاكم قرطبة. ورغم ذلك، فقد تمكَّن في نهاية الأمر - بعد بدء هجومٍ جديدٍ - من السيطرة على لبلة وضمِّها إلى مملكته في عام 445 هـ (1053م). تابع المعتضد توسُّعاته بالاستيلاء على ولبة وجزيرة شلطيش وشلب وشنتمرية الغرب ورُندة، ثم أركش وشذونة ومورور عام 458 هـ (1066م)، فالجزيرة الخضراء عام 450 هـ حيث قضى على مملكة بني حمود بها، وأخيراً استولى على قرطبة، فأسقط بذلك مملكة بني جهور.
تعرَّضت دولة المعتضد في عام 455 هـ (1063م) للغزو على يد مملكة قشتالة، إلا أنَّ المعتضد اتجه إلى عقد الصلح معها. وقد تمرَّد عليه ابنه إسماعيل في أواخر أيام حكمه وحاول الانقلاب عليه، فقتله لذلك. بحلول نهاية عهد أبي عمرو المعتضد، كانت قد اتَّسعت مملكة إشبيلية لتشمل كامل المثلث الجنوبي من شبه جزيرة الأندلس، وامتدَّت شمالاً عبر أرض الفنتيرة حتى شواطئ نهر الوادي الكبير، وغرباً عبر بلاد البرتغال حتى ساحل المحيط الأطلسي، لتصبح بذلك أقوى دول الطوائف وأكثرها ازدهاراً وغنى. ويعتبر المعتضد بن عباد أقوى ملوك الطوائف في عصره، وأكثرهم دهاءً ونفوذاً، وقد قضى معظم حياته في خوض الحروب والصّراعات مع جيرانه لبسط سيطرته على ممالكهم، وعُرِفَت عنه القسوة والعنف والغدر، ورغم ذلك فهو يوصف أيضاً بأنه كان شديد الجرأة والشجاعة. توفي أبو عمرو عبَّاد المعتضد في 12 من شهر ذي الحجة عام 461 هـ، الموافق 22 من سبتمبر عام 1069م. وترك وراءه مملكة قوية، خلفه في حكمها ابنه محمد المعتمد على الله.

## المعتمد بن عبَّاد

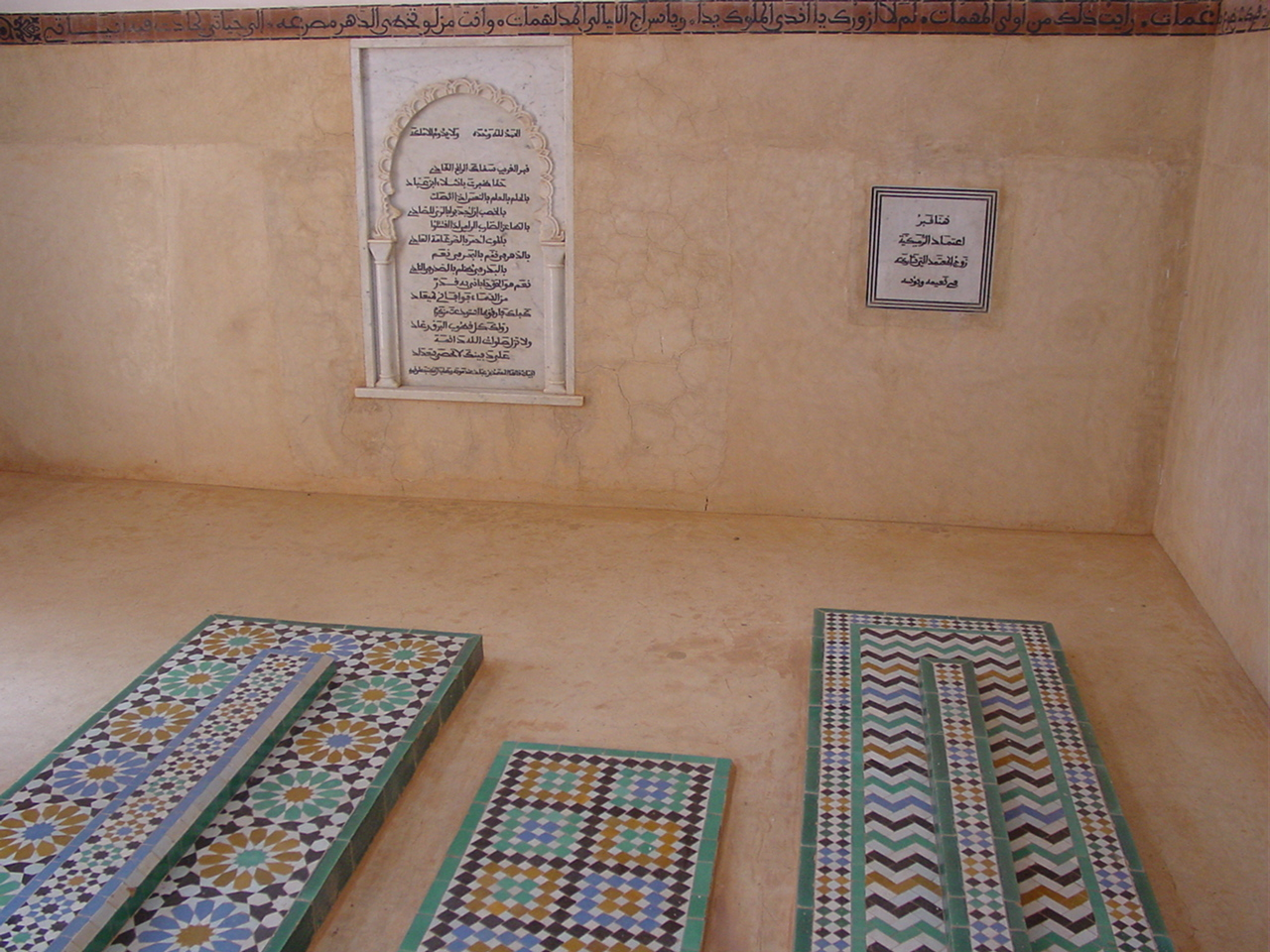
قبر المعتمد بن عباد وزوجته اعتماد الرميكية في داخل ضريحهما.

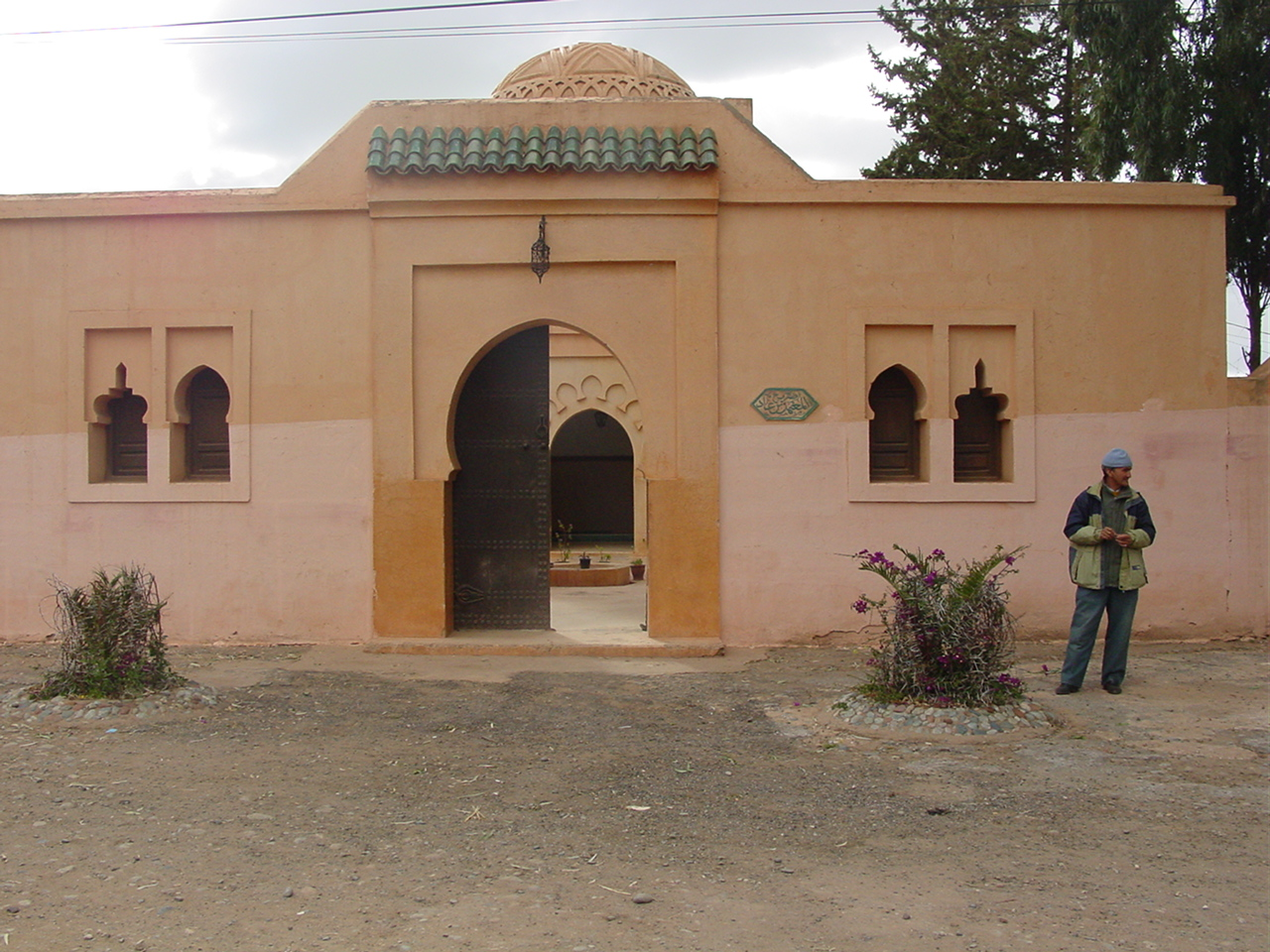
ضريح المعتمد بن عبَّاد بأغمات في المغرب.

كان مولد أبو القاسم محمد - الملقب لاحقاً بالمعتمد على الله - في باجة جنوب البرتغال عام 431 هـ، وقد خلف أباه في الحكم عندما كان بالثلاثين من عمره. وكان المعتمد قد قاد من قبل بعض الحملات لوالده المعتضد، وتعرَّف خلالها على وزيره الشاعر الذي أصبح لاحقاً أقرب أصدقائه، وهو أبو بكر بن عمار، وعشق المعتمد الشعر والأدب فجعل الشعراء دوماً من المقرَّبين إليه، وكان يقضي الكثير من وقته معهم. شنَّ عليه في بداية عهده المأمون بن ذي النون حاكم طليطلة حرباً بالتحالف مع ألفونسو السادس ملك قشتالة، وتمكَّن من انتزاع قرطبة منه، وقُتِلَ أثناء سقوط قرطبة ابن المعتمد عبَّاد سراج الدولة، إلا أن الحرب توقفت فيما بعد عقب وفاة المأمون، فرجع المعتمد واستعاد قرطبة منه. بدأ المعتمد بعد ذلك بتوسيع مملكته، فاستولى على بلنسية من بني ذي النون، ثم على مرسية من أبي عبد الرحمن بن طاهر. إلا أنَّ وزير المعتمد ابن عمار - الذي كان قد قاد جيش الاستيلاء على مرسية - تمرَّد عليه، فتخلَّى عن طاعته، وأصبح يحكم مرسية بنفسه بشكل مستقل. وبعد سنواتٍ ثار جند مرسية على ابن عمار، ففرَّ منها، وتنقل بين عدة بلدان، حتى قبض عليه بنو سهيلٍ أصحاب حصن شقورة، فعرضوا بيعه كعبدٍ لمن يدفع أغلى ثمنٍ من ملوك الأندلس، وعندها اشتراه المعتمد، وأسره لفترةٍ في سجن إشبيلية، ثم قتله بيديه في إحدى ثورات غضبه، ودفنه في القصر المبارك.
بعد وفاة المأمون (الذي كان يشن الحرب على المعتمد بالتحالف مع قشتالة)، قرر المعتمد التحالف مع مملكة قشتالة، بحيث يعاونه ملكها ألفونسو بالاستيلاء على دول جيرانه من ملوك الطوائف مقابل جزية يؤدّيها له، ومقابل أن يسمح المعتمد للألفونسو بالاستيلاء على طليطلة. وسقطت طليطلة بالفعل، إلا أنَّ المعتمد ندم، فطلب من ألفونسو التوقف عن التوسع في الأندلس، أو أن عهدهما سينتهي، لكن ألفونسو لم يكترث، وبدأ بالاستيلاء على مدن المعتمد نفسه، وضرب الحصار لأيام على إشبيلية ثم انسحب، وأخذ يعقد حلفاً مع باقي الممالك المسيحية في الأندلس للقضاء على ملوك الطوائف نهائياً. تخوَّف المعتمد وباقي ملوك الأندلس المسلمين من توسُّعات قشتالة، ولم يكونوا قادرين على مقاومتها، فقرروا استدعاء المرابطين لمساندتهم، وكانت هذه الحركة بريادة المعتمد. انضمَّت قوات المرابطين إلى جيوش الأندلس، وخاضت معها معركة الزلاقة، التي تولَّى خلالها المعتمد قيادة قلب الجيش الأندلسي. لكن بعد نصر الزلاقة انقلب المرابطون على ملوك الطوائف، فبدؤوا بمهاجمة دولهم وضمِّها إليهم، وتعرَّضت مدينة إشبيلية للحصار فسقطت بعد مقاومة عنيفة في شهر رجب عام 484 هـ (1091م)، واقتيد المعتمد أسيراً إلى أغمات في المغرب، حيث توفي بعد أربع سنوات.

## العلم والحضارة
تحوَّلت مدينة إشبيلية في عصر بني عبَّاد إلى مركز علمي وحضاري قوي، فبرز فيها الفلكيون والشعراء والفلاسفة، وبات العلماء والأدباء يتوافدون إليها من مختلف أنحاء الأندلس لتقديم أنفسهم للمعتضد والمعتمد، وكان الأكثر حظاً من هؤلاء هم الشعراء، ومن أشهرهم ابن عمار وابن زيدون، وأما الأدباء فمن أبرزهم ابن حزم الأندلسي.

### الشعر والأدب

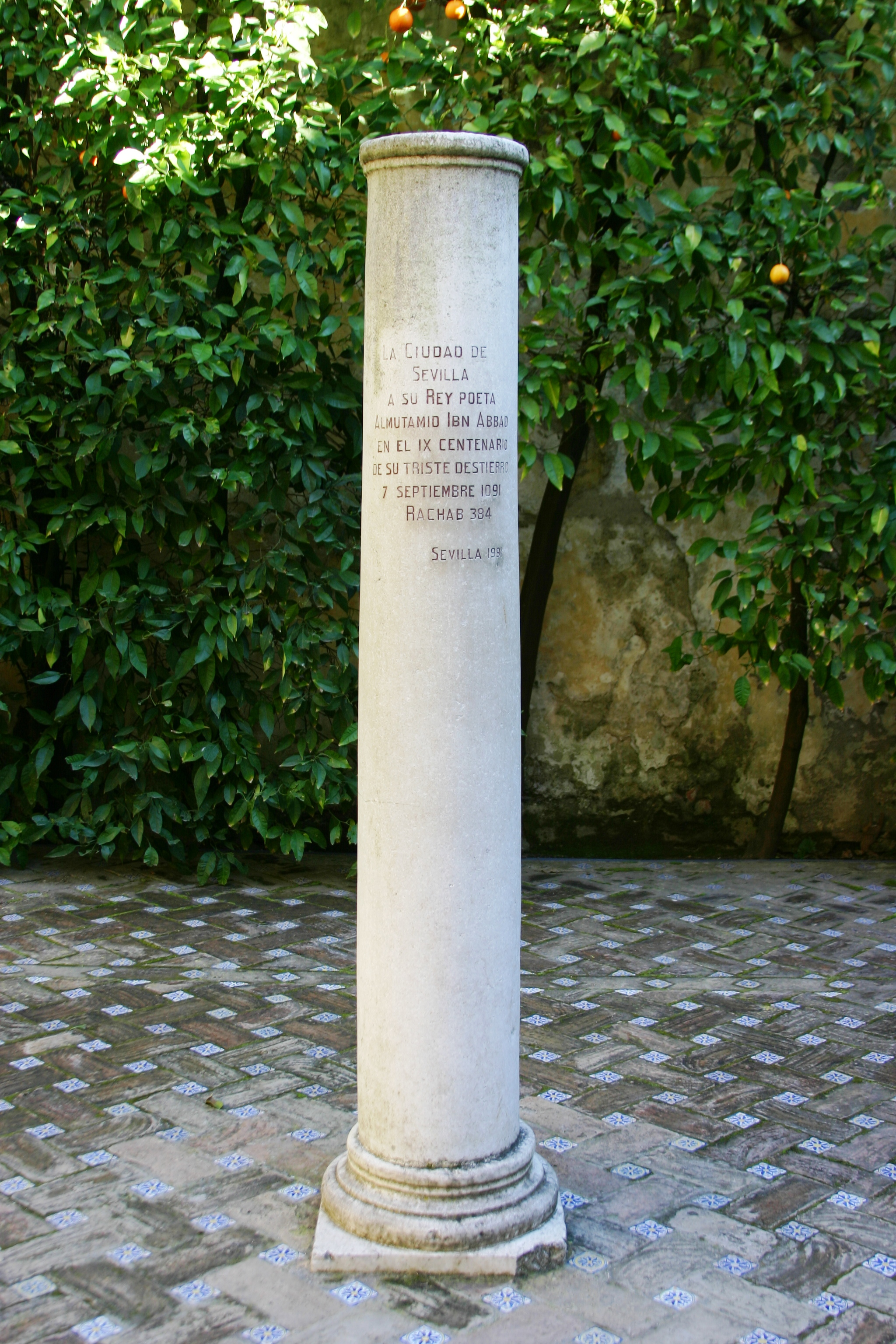
عمود وضع في قصر المبارك بالذكرى الألفية لنفي المعتمد بن عبَّاد، يصفه بلقب «الملك الشاعر»، وقد كان المعتمد من أشهر شعراء عصره واتخذ الكثير من وزرائه ورجالاته من الشعراء.

شهد عهد بني عبَّاد نهضة حضارية كبيرة في إشبيلية والمدن الأخرى التي حكموها، خصوصاً بالنسبة للشعر والأدب، حيث باتت إشبيلية قبلة للشعراء والأدباء يفدون إليها من أنحاء الأندلس، وظهر ونبغ الكثير من الشعراء المشهورين في تاريخ الأندلس خلال عهد بني عباد، ومن أبرزهم أبو بكر ابن عمار وابن زيدون وابن حمديس الصقلي وابن اللبانة وابن وهبون، كما كان المعتضد وابنه المعتمد وزوجته اعتماد الرميكية شعراء أيضاً. وقد عُرِفَ المعتمد وبنو عبَّاد بصورةٍ عامة بعلمهم وأدبهم، واهتمامهم الكبير بالعلماء والأدباء والشعراء خلال حكمهم إشبيلية وقرطبة، وإغداقهم الأموال والمكافآت على البارعين منهم. بل ويقال أن المعتمد لم يكن ينصّب كاتباً أو وزيراً ما لم يكن شاعراً. وقد كانت للمعتمد علاقة وثيقة بالكثير من هؤلاء الشعراء، ومن أبرزهم ابن عمار وابن زيدون. وكان يستخدم أحياناً كثيرة الشعر في مراسلاته معهم، أو يقوم بالتنافس معهم في سرعة تأليف أبيات الشعر.

### الاقتصاد
ازدهرت مدينة إشبيلية في عصر بني عبَّاد لتحلَّ محل قرطبة، حتى باتت أكثر مدن الأندلس سكاناً، واجتازت قرطبة في حجمها وغناها واقتصادها حتى اثترت، وسمح ثراؤها الكبير لملوك بني عبَّاد بحياة البذخ والترف التي عاشوها. فبطبيعة الحال كان موقع المدينة وريفها على نهر الوادي الكبير يجعلها أفضل مناطق الأندلس زراعياً، واشتهرت بساتين الزيتون التي انتشرت بها في عصر بني عبَّاد بجميع أنحاء البحر الأبيض المتوسط، وأما نبات البهشية الذي انتشر على الجروف المحيطة بإشبيلية فقد كان موطن الدودة القرمزية التي استعملها العرب لإنتاج صبغٍ قرمزي كان الطلب عليه كبيراً في الأندلس. وفضلاً عن ذلك، فإنَّ المنطقة كانت غنية بالمعادن الثمينة، واشتهرت المدينة بصناعة الأدوات الموسيقية وإفريزات الساعات الميكانيكية. ساهمت كلُّ هذه العوامل بازدهار اقتصاد إشبيلية طوال عصر بني عبَّاد، حتى بات عهد المعتضد وابنه المعتمد ذروة عصر ملوك الطوائف بالمدينة.

### سك العملة

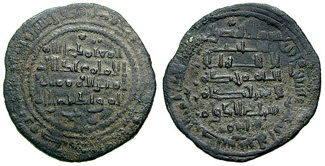
درهمان فضّيان يعودان إلى عهد المعتمد بن عبَّاد.

عُثِرَ على العديد من الدنانير الذهبية والدراهم الفضية التي تعود إلى عصر بني عبَّاد، من حقبتي المعتضد وابنه المعتمد. نقش على وجه بعضها «الحاجب/عضد الدولة» وعلى جانبها الآخر «المعتضد بالله»، وعلى بعضها الآخر «مدينة إشبيلية 464 هـ» (من عهد المعتمد). ومن بين ما عثر عليه من حقبة بني عبَّاد دينار ذهبي من قرطبة، سُكَّ عام 467 هـ (1074 أو 1075م)، ونُقِشَ عليه لقبا الظافر والمُوفَّق، مما يشير إلى أنه سك في عهد عبَّاد سراج الدولة بن المعتمد قبل فترةٍ قصيرةٍ من مقتله ووقوع قرطبة في يد ابن عكاشة، وهذا يعني أن بني عبَّاد كانوا يسكُّون نقوداً خاصة بهم. وحسبما يظهر من مجموعةٍ أخرى من الدنانير التي اكتشفت، فقد بدأ سكُّ العملة في قرطبة مجدداً عام 469 هـ (1076 أو 1777م) بعد عودتها إلى أيدي بني عباد، إلا أنَّ اسم سراج الدولة المقتول استبدل الآن باسم أخيه عضد الدولة، وكذلك وجدت دنانير أخرى سك عليها اسم الفتح بن المعتمد الملُقَّب بالمأمون.

### العمارة

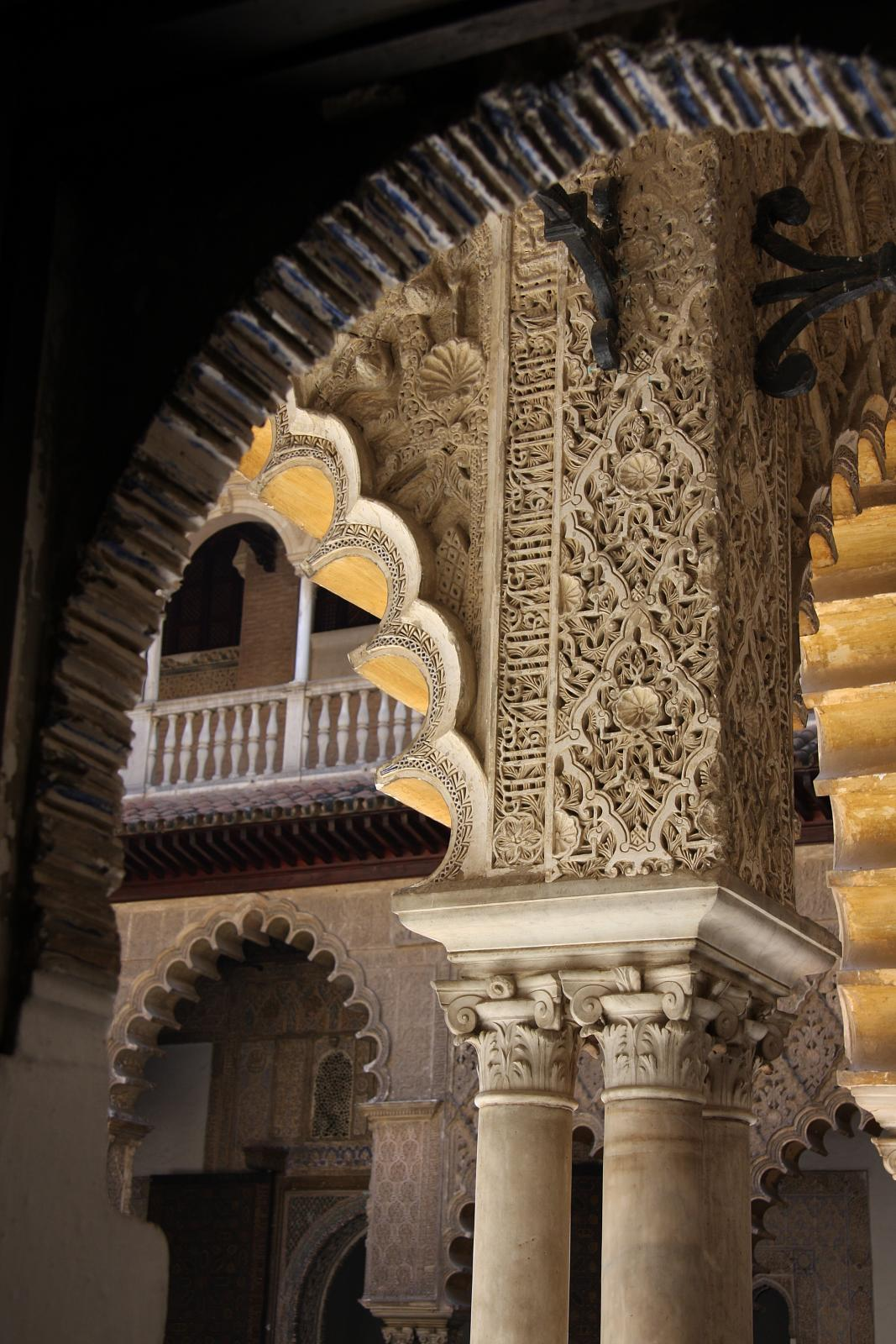
قصر المبارك، أعظم قصور إشبيلية في عصر بني عبَّاد.

كان المسجد الجامع بالمدينة أيام بني عبَّاد هو نفس المسجد الذي بناه عبد الرحمن الأوسط، المعروف باسم مسجد ابن الدبَّاس، وقد بُنِيت مكانه اليوم كنيسة السلفادور، وقامت بجانب هذا المسجد منطقة هامة من الأسواق ومحالّ البيع في إشبيلية. شهد عهد المعتمد بن عباد إعادة بناءٍ للمسجد الجامع، إذ إنَّ المسجد تعرَّض لأضرارٍ في أعقاب زلزال ضربه عام 472 هـ (1079م)، سُجِّلت تفاصيله على جدارٍ حجري في المسجد، ومن الإضافات التي قد تكون شملتها إعادة البناء هذه عددٌ من الأعمدة الرخامية التي تدعم زوايا مئذنة المسجد الأربعة.
بنيت وشُيِّدت الكثير من القصور بإشبيلية في عهد بني عبَّاد، وخصوصاً عهد المعتمد، ولا زال بعضها باقياً إلى اليوم رغم التغيرات الكبيرة التي طرأت عليها. كان بين أبرز هذه القصور قصر المبارك، الذي بدأ في عهد الخليفة عبد الرحمن الناصر لدين الله بما عُرِفَ باسم دار الإمارة، وهي قصر بني عند الطرف الجنوبي لمدينة إشبيلية القديمة المُسوَّرة، وتوسَّعت هذه المنطقة من المدينة لاحقاً لتصبح مركزاً رئيسياً لمقار الحكم بإشبيلية طوال العهد الإسلامي. طوَّر المعتمد بن عباد قصر المبارك، فأضاف إليه أعمدة وإنشاءات جُلِبَت من مدينة الزهراء بقرطبة، وزخر القصر في عهده بالشعراء والأدباء والموسيقيّين، ثم تحول لاحقاً على يد بيدرو الأول وملوك قشتالة الآخرين إلى قصر إشبيلية الحديث. ارتبطت بالقصر في عصر بني عبَّاد مجموعة من القصور الأخرى والمزارع والحدائق، وامتدَّت هذه الأبنية وإنشاءات أخرى خارج حدود المدينة المسورة القديمة، وذلك لضيق المساحة المتاحة داخل نطاق السور، وأما القصر الرئيسي فقد ظلَّ عند طرف السور. لم تتوسَّع أسوار إشبيلية في عهد بني عباد، على عكس العصور الإسلامية السابقة واللاحقة لهم. أمر المعتمد بن عبَّاد خلال عهده بزراعة منطقة من إشبيلية عُرِفَت باسم البحيرة (تسمى الآن "Huerta del Rey")، فأصبحت منطقةً من البساتين والحدائق، وبنى بوسطها سرداقاً، وتوسَّعت المنطقة لاحقاً ليبنى بها عددٌ من القصور في عهد الموحّدين، إلا أنَّ البحيرة التي منحتِ المنطقةَ اسمها القديم جفَّت منذ زمن طويل.

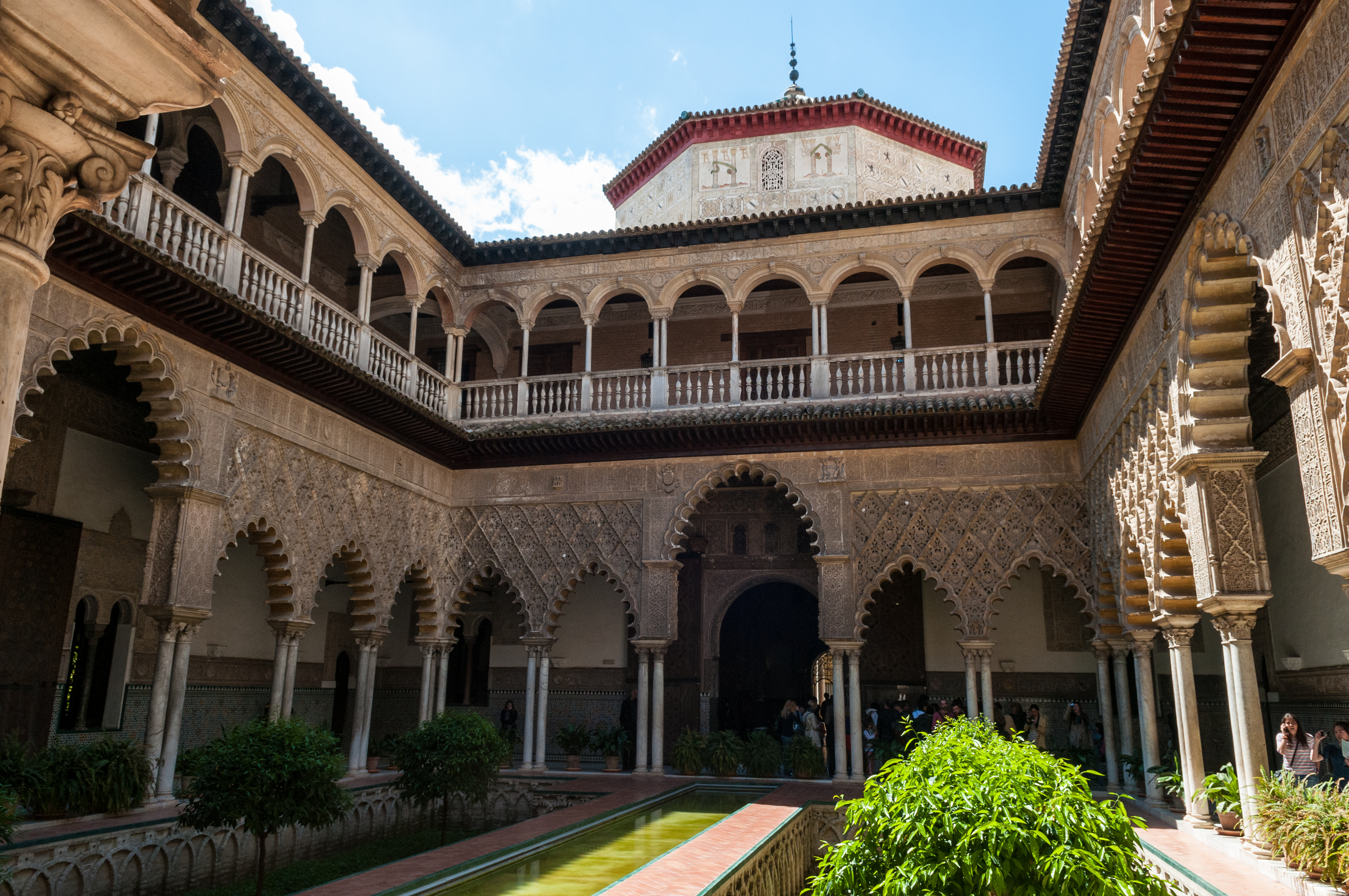
صحن قصر المبارك، الواقع عند الحافة الجنوبية الشرقية لإشبيلية القديمة.

من الصعب تحديد طبيعة قصور الحكم في إشبيلية خلال عهد بني عبَّاد، إذ إنَّ النصوص المكتوبة حول ذلك قليلة جداً، وقد أدَّت التطويرات العمرانية التي قام بها المرابطون والموحدون ثم المسيحيون فيما بعد إلى دثر معظم معالم العمارة العبَّادية. رغم ذلك، توحي الأشعار التي تعود إلى حقبة بني عبَّاد بأنهم اهتمُّوا في تصميم القصور بارتفاعها، لكي تكون مطلَّة على نهر الوادي الكبير. شملت قصور بني عبَّاد المعروفة قصور المبارك والمكرم والزاهي والزاهر والوحيد والتاج. يعتقد بعض الباحثين أن حدائق وبرك قصر الزاهي ربما كانت مرتبطةً بقصر المبارك، بحيث أنَّ كليهما شكَّلا قصراً واحداً كبيراً. ولعلَّ العديد من قصور بني عبَّاد الأخرى كانت مرتبطة بهما لتشكِّل تجمعاً كبيراً من القصور.
كان أحد أهم قصور بني عبَّاد هو قصر المبارك الواقع على الضفة الشرقية لنهر الوادي الكبير، وربَّما يكون شُيِّد على يد عبَّاد المعتضد، وقد كانت لقصر المبارك قبَّة مركزية كبيرة تسمى «الثريا»، وأحاطت به حدائق وينابيع كثيرة، ومن المحتمل أن يكون قد قام فوق دار الإمارة القديمة، أو ربما بجانب موقعها السابق، وقد اكتشف حديثاً جزءٌ صغير من حدائقه أثناء أعمال تنقيب عن حديقة موحدية من القرن السادس الهجري (الثاني عشر الميلادي). كان قصر المبارك هو المفضل عند المعتمد، إذ كان يقضى معظم وقته فيه، وأما قصر المكرم فقد خصَّصه لإدارة شئون الحكم، حيث أطلق عليه ابن أحمد «مركز الخلافة». وأما والده المعتضد فقد كان يفضل قصر الزاهر للإقامة، وربَّما يكون هو الذي بناه، وقد رمَّمه ابنه المعتمد واستعمله بعده، وتموضع هذا القصر عند حافة جرفٍ يرتفع 40 متراً عن نهر الوادي الكبير، وكان يبعد أربعة كيلومتراتٍ عن إشبيلية على ضفة النهر اليمنى، حيث أحاطت به مزارع الزيتون، إلا أنَّه تدمر أثناء معركة إشبيلية التي سقطت بها دولة بني عبَّاد (وقد رممه الموحدون فيما بعد، وأطلقوا عليه اسم حصن الفرج). كانت لقصر الزاهي هو الآخر قبة مركزية مشابهة لقصر المبارك، تسمى «سعد السعود»، وأحاطته الحدائق والبرك، وهو يقع على الضفة الغربية للوادي الكبير، وكان يستعمله المعتمد والمعتضد للهو والتسلية.

## ملوك بني عباد
ملوك بني عباد اللخميين في الأندلس
| الترتيب | الحـــاكــم                                       | فترة الحكم                  | فترة الحياة                 |
| ------- | ------------------------------------------------- | --------------------------- | --------------------------- |
| 1       | أبو القاسم محمد بن إسماعيل بن قريش بن عباد اللخمي | 414 - 433 هـ (1013 - 1042م) | ؟ - 433 هـ (1042م)          |
| 2       | المعتضد أبو عمرو عبَّاد                             | 433 - 461 هـ (1042 - 1069م) | 407 - 461 هـ (1016 - 1069م) |
| 3       | المعتمد أبو القاسم محمد                           | 461 - 484 هـ (1069 - 1091م) | 431 - 488 هـ (1040 - 1095م) |

### شجرة نسبهم
شجرة نسب بني عبَّاد بدءاً من القاضي أبي الوليد إسماعيل بن محمد بن عبَّاد اللخمي (أول من برز منهم في الأندلس):
|  |  |        |        |        |        |         |         |         |         | أبو الوليد إسماعيل |         |         |         |         |         |        |        |           |           |           |           |           |           |  |  |        |        |        |        |        |        |  |  |        |        |        |        |        |        |  |  |  |  |  |  |  |  |  |  |  |  |  |  |  |  |
|  |  |        |        |        |        |         |         |         |         |                    |         |         |         |         |         |        |        |           |           |           |           |           |           |  |  |        |        |        |        |        |        |  |  |        |        |        |        |        |        |  |  |  |  |  |  |  |  |  |  |  |  |  |  |  |  |
|  |  |        |        |        |        |         |         |         |         | 1 محمد             |         |         |         |         |         |        |        |           |           |           |           |           |           |  |  |        |        |        |        |        |        |  |  |        |        |        |        |        |        |  |  |  |  |  |  |  |  |  |  |  |  |  |  |  |  |
|  |  |        |        |        |        |         |         |         |         |                    |         |         |         |         |         |        |        |           |           |           |           |           |           |  |  |        |        |        |        |        |        |  |  |        |        |        |        |        |        |  |  |  |  |  |  |  |  |  |  |  |  |  |  |  |  |
|  |  |        |        |        |        |         |         |         |         |                    |         |         |         |         |         |        |        |           |           |           |           |           |           |  |  |        |        |        |        |        |        |  |  |        |        |        |        |        |        |  |  |  |  |  |  |  |  |  |  |  |  |  |  |  |  |
|  |  |        |        |        |        | إسماعيل | إسماعيل | إسماعيل | إسماعيل | إسماعيل            | إسماعيل |         |         | 2 عبَّاد  | 2 عبَّاد  | 2 عبَّاد | 2 عبَّاد | 2 عبَّاد    | 2 عبَّاد    |           |           |           |           |  |  |        |        |        |        |        |        |  |  |        |        |        |        |        |        |  |  |  |  |  |  |  |  |  |  |  |  |  |  |  |  |
|  |  |        |        |        |        | إسماعيل | إسماعيل | إسماعيل | إسماعيل | إسماعيل            | إسماعيل |         |         | 2 عبَّاد  | 2 عبَّاد  | 2 عبَّاد | 2 عبَّاد | 2 عبَّاد    | 2 عبَّاد    |           |           |           |           |  |  |        |        |        |        |        |        |  |  |        |        |        |        |        |        |  |  |  |  |  |  |  |  |  |  |  |  |  |  |  |  |
|  |  |        |        |        |        |         |         |         |         |                    |         |         |         |         |         |        |        |           |           |           |           |           |           |  |  |        |        |        |        |        |        |  |  |        |        |        |        |        |        |  |  |  |  |  |  |  |  |  |  |  |  |  |  |  |  |
|  |  |        |        |        |        |         |         |         |         | إسماعيل            | إسماعيل | إسماعيل | إسماعيل | إسماعيل | إسماعيل |        |        | 3 المعتمد | 3 المعتمد | 3 المعتمد | 3 المعتمد | 3 المعتمد | 3 المعتمد |  |  |        |        |        |        |        |        |  |  |        |        |        |        |        |        |  |  |  |  |  |  |  |  |  |  |  |  |  |  |  |  |
|  |  |        |        |        |        |         |         |         |         | إسماعيل            | إسماعيل | إسماعيل | إسماعيل | إسماعيل | إسماعيل |        |        | 3 المعتمد | 3 المعتمد | 3 المعتمد | 3 المعتمد | 3 المعتمد | 3 المعتمد |  |  |        |        |        |        |        |        |  |  |        |        |        |        |        |        |  |  |  |  |  |  |  |  |  |  |  |  |  |  |  |  |
|  |  |        |        |        |        |         |         |         |         |                    |         |         |         |         |         |        |        |           |           |           |           |           |           |  |  |        |        |        |        |        |        |  |  |        |        |        |        |        |        |  |  |  |  |  |  |  |  |  |  |  |  |  |  |  |  |
|  |  | الرشيد | الرشيد | الرشيد | الرشيد | الرشيد  | الرشيد  |         |         | عبَّاد               | عبَّاد    | عبَّاد    | عبَّاد    | عبَّاد    | عبَّاد    |        |        | المأمون   | المأمون   | المأمون   | المأمون   | المأمون   | المأمون   |  |  | المعتد | المعتد | المعتد | المعتد | المعتد | المعتد |  |  | الراضي | الراضي | الراضي | الراضي | الراضي | الراضي |  |  |  |  |  |  |  |  |  |  |  |  |  |  |  |  |